# フルコンタクトKARATEマガジン
フルコンタクトKARATEマガジン（フルコンタクトからてマガジン）は、武道ユニオンから発行されている（発売は星雲社）、武道・格闘技の月刊誌である。

## 概要
2016年3月31日創刊。毎月末が販売日（予定）。書籍コードで販売されていることもあり店頭では扱っていないところが多く、Yahoo!ショッピングなどの通信販売やオンライン書店でも販売している。雑誌コーナーには置かれていないことが多いので、武道書コーナーに行くと見つかることがある。
なお、かつて発売されていた『月刊フルコンタクトKARATE』（福昌堂）と誌名が酷似しているが、特に両者につながりはない。